# آناستازیا لوگونووا
آناستازیا لوگونووا (روسی: Анастасия Юрьевна Логунова؛ زادهٔ ۲۰ ژوئیهٔ ۱۹۹۰) بازیکن بسکتبال اهل روسیه است.
وی در مسابقات کشوری و بین‌المللی در مجموع برندهٔ ۱ مدال نقره شده‌است.